# Front Północno-Kaukaski
Front Północno-Kaukaski (ros. Северо-Кавказский фронт) – jedno z wielkich operacyjno-strategicznych ugrupowań wojsk Armii Czerwonej o kompetencjach administracyjnych i operacyjnych na południowym terytorium ZSRR, działający podczas wojny z Niemcami w czasie II wojny światowej.

## Historia

### I formowanie
Utworzony 19 maja 1942 po rozwiązaniu na Kaukazie kierunku północno-kaukaskiego (dowódca gen. Dmitrij Kozłow). Dowódca Frontu marszałek Siemion Budionny. Początkowo rozwinął się w II rzucie, osłaniając wschodnie wybrzeże Morza Azowskiego i Morza Czarnego. 26 lipca - 17 sierpnia w walkach obronnych przeciw niemieckiej Grupie Armii "A" (1 Armia i 17 Armia). 28 lipca w jego skład weszły wojska Frontu Południowego. Dla usprawnienia dowodzenia marsz. Budionny utworzył dwa Zgrupowania Operacyjne: Dońskie - dowódca gen. Rodion Malinowski i Nadmorskie - dowódca gen. Jakow Czeriewiczenko. 1 września 1942 zepchnięte na południe ku Kaukazowi wojska Frontu przemianowano na Czarnomorską Grupę Wojsk. Weszła ona w skład Frontu Zakaukaskiego.

## II formowanie
Utworzony ponownie 24 stycznia 1943 z Północnej Grupy Operacyjnej Frontu Zakaukaskiego. Dowódcy: gen. lejtnant (od 30 stycznia 1943 gen. płk) I. Masliennikow - do 13 maja 1943, gen. lejtnant (od 27 sierpnia 1943 gen. płk) I. Pietrow. Wraz z Czarnomorska grupą wojsk Frontu Zakaukaskiego przeprowadził krasnodarską operację zaczepną (19 lutego - 4 kwietnia). We wrześniu - listopadzie wojska Frontu zdobyły Półwysep Tamański i zawładnęły przyczółkiem na Krymie. 
Rozformowany 20 listopada 1943.